# Raymond Benoît
Raymond Benoît war ein französischer Ruderer.

## Biografie
Raymond Benoît startete bei den Olympischen Sommerspielen 1900 in Paris in der Einer-Regatta. Dort schied er als Vierter seines Halbfinallaufs aus.